# Bronisław Ostapczuk
Bronisław Ostapczuk (ur. 1 czerwca 1923 w Monasterzyskach, zm. 6 listopada 2001) – polski prawnik, urzędnik i działacz komunistyczny, poseł na Sejm PRL II, III, IV i V kadencji.

## Życiorys
Jego ojcem był Jan Malinowski, a matką – nieznana z imienia samotna i biedna kobieta Ukrainka, która pracowała w prywatnym gospodarstwie Piotra i Pauliny Malinowskich w dzielnicy Nagórzanka w Monasterzyskach. Oficjalnie Bronisław Ostapczuk uznawał się za syna Piotra i Pauliny.
Do szkoły podstawowej uczęszczał w mieście rodzinnym. Od 1940 do 1941 był uczniem Szkoły Przysposobienia Zawodowego w Związku Radzieckim, a w latach 1941–1945 robotnikiem kolejowym w Niemczech. Od maja 1945 do maja 1947 był referentem w wydziale śledczym Komendy Wojewódzkiej Milicji Obywatelskiej we Wrocławiu. Uzyskał wykształcenie wyższe, z zawodu prawnik. Od 1947 do 1950 był inspektorem Komisji Specjalnej do Walki z Nadużyciami i Szkodnictwem Gospodarczym we Wrocławiu. W 1950 pełnił funkcję zastępcy prokuratora wojewódzkiego.
Od 1948 należał do Polskiej Zjednoczonej Partii Robotniczej. W latach 1950–1954 był kierownikiem wydziału administracyjnego Komitetu Wojewódzkiego partii we Wrocławiu, następnie w latach 1954–1955 był członkiem wrocławskiej Wojewódzkiej Komisji Rewizyjnej PZPR. W 1956 został członkiem egzekutywy KW PZPR we Wrocławiu.
W latach 1954–1956 był wiceprzewodniczącym, a od 1956 do 1969 pełnił funkcję przewodniczącego prezydium Wojewódzkiej Rady Narodowej we Wrocławiu. Od czerwca 1969 do września 1970 był dyrektorem żeglugi na Odrze we Wrocławiu, a w latach 1970–1971 docentem kontraktowym na Wydziale Prawa i Administracji Uniwersytetu Wrocławskiego.
W 1957, 1961, 1965 i 1969 uzyskiwał mandat posła na Sejm PRL w okręgu Wrocław (w 1969 Wrocław II). W trakcie II kadencji zasiadał w Komisji Mandatowej, Komisji Spraw Wewnętrznych, Komisji Nadzwyczajnej do rozpatrzenia projektu ustawy o radach narodowych oraz w Komisji Nadzwyczajnej Ziem Zachodnich. Ponadto przez cztery kadencje zasiadał w Komisji Wymiaru Sprawiedliwości. Od września 1971 do marca 1972 pełnił funkcję prezesa Komisji Organizacji Zarządzania. Od kwietnia 1972 do grudnia 1980 był podsekretarzem stanu w Urzędzie Rady Ministrów. W latach 1974–1981 prezes Towarzystwa Naukowego Organizacji i Kierownictwa.
Zmarł 6 listopada 2001.

## Odznaczenia
- Order Sztandaru Pracy I klasy (1964)[3]
- Order Sztandaru Pracy II klasy
- Złoty Krzyż Zasługi
- Srebrny Krzyż Zasługi (1950)[4]
- Medal 10-lecia Polski Ludowej (1955)[5]
- Odznaka 1000-lecia Państwa Polskiego (1966)[6]